# Carlito's Way
Carlito's Way è un film del 1993 diretto da Brian De Palma, con Al Pacino e Sean Penn, annoverato tra i capolavori del regista statunitense. Basato sui romanzi Carlito's Way e, principalmente, After Hours del giudice e scrittore Edwin Torres, si decise di usare il titolo del primo libro per evitare che la pellicola potesse essere confusa con il film Fuori orario (1985) di Martin Scorsese, il cui titolo originale è proprio After Hours.

## Trama
1975: Carlito Brigante è un ex spacciatore portoricano che, dopo essere stato condannato a trent'anni di reclusione, esce dal carcere grazie a alcuni cavilli legali, ritrovando per le strade del suo quartiere i suoi vecchi amici e compagni. Tornato in libertà si accorge però di come in cinque anni moltissime cose siano cambiate. Il suo desiderio è quello di mantenersi pulito e risparmiare il denaro necessario per trasferirsi su un'isola dei Caraibi, con l'obiettivo di rilevare un autonoleggio e dare un taglio netto al suo passato criminale.
Per raggiungere il suo scopo prende la gestione di "El Paraiso", un bel locale in cui investe denaro anche il suo avvocato e amico David Kleinfeld. Una sera, nel locale, Carlito ha una discussione con un giovane spacciatore, Benny Blanco del Bronx, per problemi di conti non pagati, e, dopo essere stato umiliato e malmenato, Blanco gli giura che se lo rivede lo ucciderà. Nel frattempo ritrova Gail, la sua ex fidanzata, lasciata poco prima di entrare in carcere per scontare la pena di trent'anni; egli vive come in un sogno, ma diversi eventi lo riportano indietro nel tempo, in quel mondo da cui sarebbe voluto uscire.
Il suo avvocato, infatti, si è messo nei guai con Tony Taglialucci, un boss della mafia siciliana, e con la sua famiglia. Carlito, mosso da un sentimento di riconoscenza nei confronti di chi era riuscito a farlo uscire prima del previsto dalla prigione, segue l'avvocato per aiutarlo, ma rimane coinvolto nel duplice omicidio del boss Tony Taglialucci e del figlio Frankie, progettato, all'insaputa di Carlito, e messo in atto dallo stesso Kleinfeld. Dopo essersi resi conto della situazione, gli uomini del clan tendono poi una trappola all'avvocato, riuscendo in un primo momento a ferirlo.
Nel frattempo Carlito viene fermato e condotto al commissariato dove i poliziotti, sapendo com'è andata realmente la vicenda, tentano inutilmente di farlo testimoniare contro Kleinfeld per il duplice assassinio dei Taglialucci in cambio di totale immunità, facendogli anche ascoltare una registrazione dove l'avvocato propone a un giudice di mettere in galera Carlito. Successivamente l'altro figlio del defunto boss desideroso di vendicarsi, Vincent "Vinnie" Taglialucci, si reca all'ospedale dove si trova in cura Kleinfeld per uccidere lo stesso, il quale viene ingannato dall'ex amico Carlito che, sentendosi tradito, rimuove di nascosto i proiettili dalla pistola dell'avvocato per facilitare il compito ai siciliani.
I sospetti di Vincent Taglialucci cadono però anche su Carlito, dopo che questi viene avvistato nell'ospedale in cui era ricoverato Kleinfeld. Carlito sarà quindi raggiunto e poi inseguito da Vincent e da altri uomini del clan, e li ucciderà a uno a uno in una sequenza rocambolesca e drammatica, nel tentativo di raggiungere Gail, che lo attende davanti al treno che avrebbe dovuto condurli all'isola del sogno. Ma lì, tradito da Pachanga, trova anche Benny Blanco, che uccide sia lui che lo stesso Pachanga. In un ultimo sforzo Carlito riesce però nell'intento di dare a Gail la somma di denaro necessaria affinché lei ed il figlio, che aspetta da Carlito, possano vivere serenamente. Mentre muore, Carlito vede un cartellone pubblicitario animarsi e in esso Gail e il loro bambino ballano su una spiaggia.

## Colonna sonora
1. Parece Mentira - Marc Anthony
2. I Love Music - The O'Jays
3. Stickball Guaguanco Jam - Jellybean Benítez
4. Do It ('Til You're Satisfied) - B. T. Express
5. Oye Como Va - Santana
6. Fly, Robin, Fly - Silver Convention
7. Pillow Talk - Sinoa Loren (as Sinoa)
8. You Should Be Dancing - Bee Gees
9. Lakmé (duet "Dôme épais le jasmin") - Joan Sutherland
10. Got To Be Real - Cheryl Lynn
11. TSOP - The Sounds of Philadelphia - MFSB featuring The Three Degrees
12. (Shake, Shake, Shake) Shake Your Booty - KC and the Sunshine Band
13. Back Stabbers - The O'Jays
14. Rock The Boat - scritta da Wally Holmes
15. That's the Way (I Like It) - KC and the Sunshine Band
16. Disco Inferno - Ed Terry
17. Rock Your Baby - Ed Terry
18. I Love Music - Rozalla
19. Lady Marmalade - Patti LaBelle
20. You Are So Beautiful - Joe Cocker
21. Mi gente - Hector Lavoe
22. Vieja Luna - Celia Cruz e Johnny Pacheco
23. Che Che Cole - Willie Colon
24. Abuelita - Willie Colon
25. Alma con alma - Ray Barretto e Adalberto Santiago
26. Muneca - Eddie Palmieri
27. El Watusi - Ray Barretto
28. El Todopodersos - Hector Lavoe

## Riconoscimenti
- 1994 – Golden Globe
  - Candidatura al miglior attore non protagonista a Sean Penn
  - Candidatura alla miglior attrice non protagonista a Penelope Ann Miller
- 1994 – David di Donatello
  - Premio miglior attore straniero a Al Pacino
- 1993 – Chicago Film Critics Association
  - Candidatura al miglior attore non protagonista a Sean Penn

## Prequel
Nel 2005 fu girato un prequel destinato al circuito home video, intitolato Carlito's Way - Scalata al potere. L'unico membro del cast originale a recitare nuovamente è Luis Guzmán (interprete di Pachanga), che però interpreta un altro ruolo.